# Онды
Онды (каз. Оңды) — село в Мангистауском районе Мангистауской области Казахстана. Административный центр Ондынского сельского округа. Находится примерно в 20 км к востоку-юго-востоку (ESE) от села Шетпе, административного центра района. Код КАТО — 474643100.

## Население
В 1999 году население села составляло 706 человек (351 мужчина и 355 женщин). По данным переписи 2009 года, в селе проживало 988 человек (504 мужчины и 484 женщины).

## Известные уроженцы
- Кекилбаев, Абиш Кекилбаевич (1939—2015) — казахский филолог, писатель и государственный деятель, председатель Верховного Совета Республики Казахстан XIII созыва (1994—1995), Герой Труда Казахстана (2009).